# برينسيبيس سيناتوس

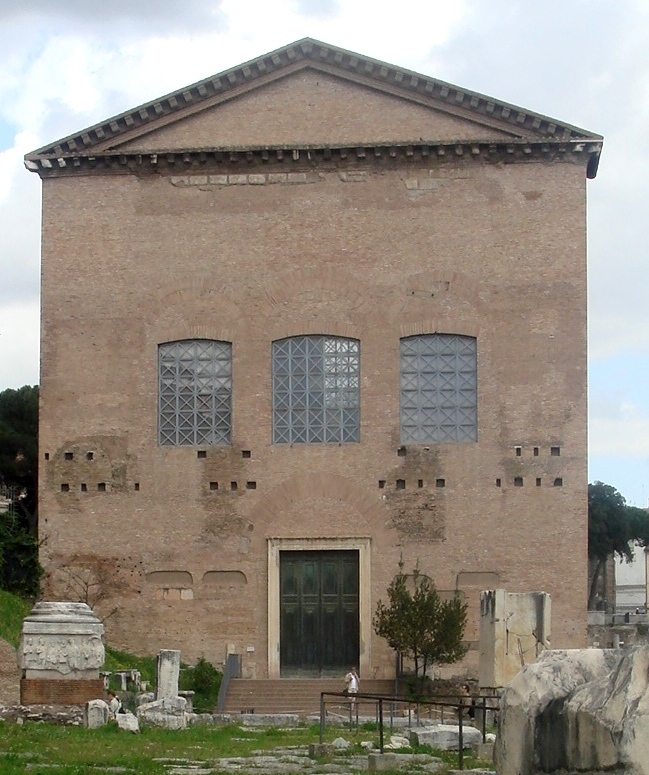
محكمة جوليا

برينسيبيس سيناتوس (باللاتينية: Princeps senatus، أي عضو مجلس الشيوخ الأول) كان اصطلاحاً يطلق على أول الأعضاء أسبقيَّة وأهميَّة في مجلس الشيوخ الروماني. مع أنَّ هذه الرتبة لم تكن جزءاً رسمياً من هرم المناصب الروماني ولم يمتَز صاحبها كذلك بسلطة الإمبريوم، إلا أنَّ حيازتها كانت شرفاً عظيماً يعطي تقديراً واحتراماً هائلين لعضو المجلس الذي يحملها.
لم تكن رتبة البرينسيبيس سيناتوس منصباً مدى الحياة، إنَّما كان يتم تغيير صاحبه دورياً، حيث يتولّى تعيين صاحب المنصب الجديد الرَّقيبان الجديدان اللَّذين يتغيَّران كل 5 سنوات تقريباً. مع ذلك، كان من صلاحيات الرقيبين الجديدَين أن يسمحا لشاغل منصب البرينسيبيس سيناتوس ذاته بالاستمرار خمس سنواتٍ أخرى. كان يختار لشغل المنصب رجل من طبقة الباتريكيان (النبلاء)، ولا بد أن يحمل رتبة قنصل، بل وفي العادة يكون رقيباً سابقاً. بالتالي، كان على المرشحين المناسبين أن يكونوا نبلاء يمتازون بسيرة سياسيَّة ناصعة، ويحظون بسمعة جيّدة بين أعضاء مجلس الشيوخ الآخرين.
تم تأسيس المنصب في سنة 275 ق.م. في الأصل، كان لحمل المنصب شرفٌ عظيم، وكان يحظى صاحبه بالأسبقية في الكلام والتعليق على أي موضوعٍ يطرحه حاكم روماني بالمجلس. من هذا المنطلق، أصبح هذا المنصب يوفّر لصاحبه القدرة على التحكم بمجرى المناقشات في مجلس الشيوخ. في أواخر عهد الجمهورية الرومانية وخلال عهد الزعامة من عصر الإمبراطورية، اكتسب المنصب سلطاتٍ وصلاحيات إضافية هي:
- استدعاء وفض مجلس الشيوخ.
- تقرير أجندة جلسة المجلس.
- تقرير مكان عقد الجلسة.
- فرض النظام وما يلزم من غير ذلك في الجلسة.
- الالتقاء مع سفارات الدول الأخرى باسم المجلس.
- كتابة الرسائل باسم المجلس.